# Файт Фішер
Файт Август Фішер (нім. Veit August Fischer; 18 травня 1890, Ландсгут — 30 жовтня 1966, Прін-ам-Кімзе) — німецький офіцер, генерал авіації. Кавалер Лицарського хреста Хреста Воєнних заслуг з мечами.

## Біографія
7 липня 1909 року вступив в 8-й баварський польовий артилерійський полк. Закінчив Мюнхенську військове училище (1911) і Баварське артилерійське і інженерне училище (1914). Учасник Першої світової війни. Пройшов льотну підготовку (1916) і 28 березня 1916 переведений в авіацію, льотчик-спостерігач.  З 26 квітня по 2 травня 1919 року — член Добровольчого корпусу в Швабії. У 1920 року перейшов на службу в повітряну поліцію Баварії. 1 січня 1935 року переведений в люфтваффе. З 1 квітня 1935 року — начальник авіаційної школи в Готі, з 1 квітня 1936 року — в Нойруппіні. З 1 березня 1937 року — командувач навчанням льотчиків 3-го військового округу. З 1 жовтня 1937 року — інспектор льотних шкіл. 1 березня 1941 року очолив 2-гу, потім 1-у авіаційні області особливого призначення, розміщені у Варшаві. З 23 жовтня 1941 року — начальник авіаційної області «Москва», створеної з підлеглих йому областей. Штаб-квартира області перебувала в Мінську. 1 квітня 1943 року авіаційна область «Москва» була переформована в 27-му польову авіаційну область. 14 серпня 1944 року штаб Фішера був розформований, а він сам очолив 8-му авіаційну область зі штаб-квартирою в Бреслау. У лютому 1945 року штаб області був переведений до Праги. 8 травня 1945 року взятий в полон радянськими військами в Карлсбаді. Утримувався в різних таборах, в'язницях Смоленська і Мінська. 17 грудня 1949 року військовим трибуналом військ МВС Білоруського округу засуджений до 25 років таборів. 7 жовтня 1955 року в якості неамністованого злочинця переданий владі ФРН і звільнений.

## Звання
- Фенріх (7 липня 1909)
- Лейтенант (7 березня 1912)
- Обер-лейтенант (9 липня 1915)
- Гауптман (22 серпня 1919)
- Гауптман поліції (1920)
- Майор поліції (1933)
- Оберст-лейтенант (1 січня 1935)
- Оберст (1 квітня 1936)
- Генерал-майор (1 січня 1939)
- Генерал-лейтенант (1 грудня 1940)
- Генерал авіації (1 червня 1942)

## Нагороди
- Медаль принца-регента Луїтпольда (12 березня 1911)
- Залізний хрест
  - 2-го класу (24 вересня 1914)
  - 1-го класу (27 січня 1916)
- Орден «За військові заслуги» (Баварія)
  - 4-го класу з мечами (27 лютого 1915)
  - 4-го класу з мечами і короною (24 червня 1918)
- Нагрудний знак пілота-спостерігача (Баварія) (липень 1915)
- Галліполійська зірка (Османська імперія; 23 грудня 1917)
- Срібна медаль «Ліакат» з шаблями (Османська імперія; 15 травня 1918)
- Королівський орден дому Гогенцоллернів, лицарський хрест з мечами (3 вересня 1918)
- Нагрудний знак «За поранення» в чорному
- Пам'ятний знак пілота (Баварія)
- Почесний хрест ветерана війни з мечами (1934)
- Медаль «За вислугу років у Вермахті» 4-го і 3-го класу (12 років; 2 жовтня 1936) — отримав 2 нагороди одночасно.
- Комбінований Знак Пілот-Спостерігач
- Хрест Воєнних заслуг 2-го і 1-го класу з мечами
- Медаль «За зимову кампанію на Сході 1941/42» (1942)
- Німецький хрест в сріблі (21 грудня 1942)
- Лицарський хрест Хреста Воєнних заслуг з мечами (15 липня 1944)